# 維利達角
維利達角是俄羅斯的海角，位於喀拉海，由克拉斯諾亞爾斯克邊疆區負責管轄，位於泰梅爾半島西岸的米登多夫灣，米亞奇納群島處於該海角以北3公里。